# U-Bahnhof Moldauhafen
Koordinaten: 53° 31′ 44,2″ N, 10° 0′ 53,7″ O

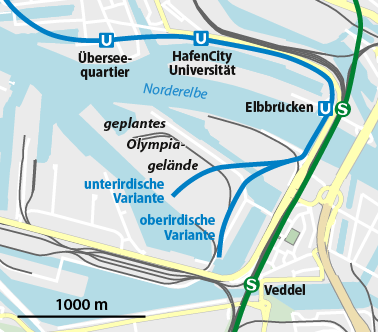
Strecken und Stationsstandorte gemäß Konzeptstudie

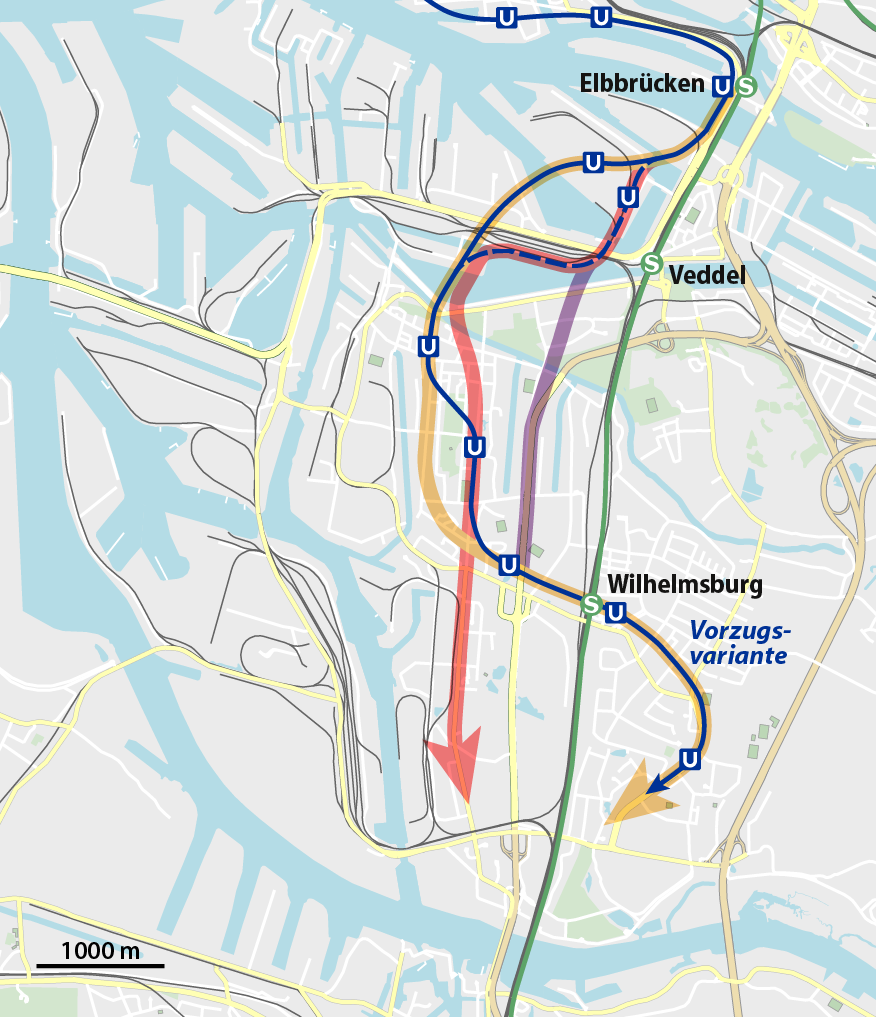
Planungen zur Verlängerung der U4 nach Wilhelmsburg

Der U-Bahnhof Moldauhafen ist eine geplante neue Station der Hamburger U-Bahn. Der Name wurde erstmals in einer Konzeptstudie 2020 verwendet. Zuvor wurde der Arbeitsname Grasbrook verwendet. Die Station soll den gleichnamigen östlichen Moldauhafen diagonal überspannen und auf einem Viadukt von ca. 16 m Höhe errichtet werden. Geplant ist ein Mittelbahnsteig mit 125 m Länge. Die Hochbahn rechnet mit einer möglichen Fertigstellung im Jahr 2031.
Der Bahnhof bietet damit eine Infrastrukturleistung für den von der Stadt Hamburg seit Jahren verfolgten „Sprung über die Elbe“ als Verlängerung der U-Bahn-Linie U4 über die Norderelbe nach Süden. Realisiert werden soll die Station im Rahmen des Stadtentwicklungsvorhabens Grasbrook, bei dem auf bisherigen Hafengebiet mehrere neue Wohnquartiere entstehen sollen. Die neue Station soll hierbei in erster Linie diese neuen Wohnquartiere anbinden, aber auch eine verbesserte Anbindung an die nördliche Veddel ermöglichen. Die endgültige Lage und Ausgestaltung des Bahnhofs wird erst aufgrund einer noch zu erstellenden weiteren Konzeptstudie zur weiteren Verlängerung der U4 in Richtung Wilhelmsburg festgelegt. Damit soll bestimmt werden, welche Flächen für den Trassenverlauf freigehalten werden sollen.
Unter dem Bahnhof soll ein Fuß- und Radweg verlaufen, der die Quartiere Freihafenelbquartier (nordöstlich) und Hafentorquartier (westlich) verbindet.
Der Name des U-Bahnhofs mit dem Arbeitstitel Moldauhafen wurde in einem öffentlichen Vorschlagsverfahren gefunden. Die Hochbahn ließ im November 2024 per Online-Abstimmung die Öffentlichkeit aus drei Vorschlägen Prager Ufer, Moldauhafen und Grasbrook den Stationsnamen auswählen, nachdem eine Jury diese Kandidaten aus 1500 Namensvorschlägen identifiziert hatte. Am 20. November gab die Hochbahn Hamburg bekannt, dass der Name Moldauhafen der Gewinner ist. Rund zwei Drittel der Stimmen entfielen auf diese Namensvariante.
| Linie | Verlauf |
| ----- | --- |
| U 4   | (in Planung: Moldauhafen –) Elbbrücken – HafenCity Universität – Überseequartier – Jungfernstieg – Hauptbahnhof Nord – Berliner Tor – Burgstraße – Hammer Kirche – Rauhes Haus – Horner Rennbahn – Legienstraße – Billstedt (im Bau: – Stoltenstraße – Horner Geest) |